# Râul Valea Mare, Cibin
Râul Valea Mare este un curs de apă, afluent al râului Cibin. 